# Capela da Nossa Senhora da Glória
A Capela de Nossa Senhora da Glória foi instituída no Século XVI, em 1599 obra do mestre Jerónimo Jorge (c.1570-1617). Sua edificação foi pelo fidalgo Henrique Bettencourt Vasconcelos no século XVII; Em 1620 a provável feitura do retábulo; Em 1823 foi administrada pelo morgado Luís Correia. Ainda na primeira metade do século XX, por cerca de 1920 foi restaurada pela proprietária da altura, condessa de Torre Bela.
A celebração da padroeira deste pequeno templo ainda se concretiza todos os anos, normalmente sendo comemorada no último fim de semana de Agosto.

## Localização
Capela de Nossa Senhora da Glória está localizada, na freguesia do Campanário, no concelho da Ribeira Brava, na ilha da Madeira. Esta mesma foi construída no cimo de um rochedo à beira mar, no Sítio da Pedra de Nossa Senhora.
Esta capela segue um modelo maneirista, usado pelo mestre Jerónimo Jorge e mais tarde, por seu filho João Bartolomeu, de forma adaptada ao local que se encontra mais simplista, isolado e num planalto.
Os elementos de decoração exteriores é um portal de volta perfeita em cantaria regional, contento uma cornija com balanço e de impostas, não muito trabalhadas, com as suas bases relativamente simples.